# Трауготт Кемпас
Трауготт Кемпас (нім. Traugott Kempas; 27 серпня 1919 — 13 березня 1945) — німецький офіцер, майор вермахту (1 січня 1945). Кавалер Лицарського хреста Залізного хреста з дубовим листям.

## Біографія
15 листопада 1938 року вступив у 22-й піхотний полк, з яким взяв участь у Польській кампанії. З початку 1940 року — командир взводу 250-го піхотного полку, з 9 червня 1940 року — роти 162-го піхотного полку 61-ї піхотної дивізії. Учасник Французької кампанії. З 20 листопада 1940 року — ад'ютант 2-го батальйону свого полку. З червня 1941 року брав участь у Німецько-радянській війні. З 18 вересня 1942 року — полковий ад'ютант. З березня 1944 року — ад'ютант 176-го гренадерського полку. З весни 1944 року — командир 1-го батальйону свого полку. Відзначився в боях під Гумбінненом, де його батальйон, що опинився в Гайлігенбайльському котлі, майже весь знищили. Загинув у бою.

## Нагороди
- Залізний хрест
  - 2-го класу (8 липня 1941)
  - 1-го класу (29 серпня 1941)
- Штурмовий піхотний знак у сріблі
- Медаль «За зимову кампанію на Сході 1941/42»
- Нагрудний знак «За поранення» в сріблі
- Нагрудний знак ближнього бою
  - в бронзі (1 червня 1943)
  - в сріблі (зима 1944)
  - в золоті (8 березня 1945)
- Німецький хрест у золоті (24 квітня 1944)
- Лицарський хрест Залізного хреста з дубовим листям
  - лицарський хрест (9 грудня 1944)
  - дубове листя (№ 757; 28 лютого 1945)
- Сертифікат Пошани Головнокомандувача Сухопутних військ Вермахту (25 лютого 1945)
- Почесна застібка на орденську стрічку для Сухопутних військ (25 лютого 1945)